# Tours Mercuriales
Les tours Mercuriales són dos immobles de despatxos bessons situats a Bagnolet, a Sena Saint-Denis.
Les dues torres, construïdes l'any 1975, són situades al costat del  boulevard périphérique  parisenc, prop de la porte de Bagnolet i duen el nom de Tour Levant i Tour Ponant (Torre Llevant i Torre Ponent).
Aquestes torres formaven part d'un vast projecte de barri de negocis de l'Est Parisenc concebut per equilibrar a l'oest el barri de La Défense. Aquest projecte va ser interromput pel primer trasbals petrolier, deixant les torres aïllades al bescanviador de l'autopista A3.
L'arquitectura de les torres està inspirada en les torres bessones del World Trade Center de New York.
- Les dues torres estan construïdes sobre una base comuna comprenent els locals tècnics i les andanes de descàrrega, accessibles als camions de transport de gran tonatge.

- La divisió dels despatxos és totalment modulable i cada planta pot evolucionar de despatxos tancats a l'"open space" complet.

- Les bateries d'ascensors estan repartides a cada torre en dos grups de sis. Cada grup arriba o bé els 16 primers nivells, o bé els 15 següents. Cada bateria implica a més a més un muntacàrregues que connecta l'andana del subsòl amb tots els pisos.

- El 30è pis (31è en realitat) és el darrer pis de despatxos, els dos darrers nivells agrupen locals d'emmagatzematge, els dispositius de climatització i els equips de radiodifusió.

## Anècdota
Alain Robert va escalar una de les torres el 1995.